# Адишевське сільське поселення
Адише́вське сільське поселення (рос. Адышевское сельское поселение) — адміністративна одиниця у складі Орічівського району Кіровської області Росії. Адміністративний центр поселення — село Адишево.

## Історія
Станом на 2002 рік на території сучасного поселення існували такі адміністративні одиниці:
- Адишевський сільський округ (село Адишево, селище Колос, присілки Вороньє, Жданухіно, Кленова, Маміно, Мочалище, Полом, Саунічі, Сива, Шабарденки)

Поселення було утворене згідно із законом Кіровської області від 7 грудня 2004 року № 284-ЗО у рамках муніципальної реформи шляхом перетворення Адишевського сільського округу.

## Населення
Населення поселення становить 1431 особа (2017; 1435 у 2016, 1416 у 2015, 1454 у 2014, 1472 у 2013, 1517 у 2012, 1520 у 2010, 1562 у 2002).

## Склад
До складу поселення входять 11 населених пунктів:
| Населений пункт      | Населення, осіб (2002) | Населення, осіб (2010) |
| -------------------- | ---------------------- | ---------------------- |
| Адишево, село        | 1031                   | 1111                   |
| Вороньє, присілок    | 1                      | 2                      |
| Жданухіно, присілок  | 4                      | 7                      |
| Кленова, присілок    | 1                      | 2                      |
| Колос, селище        | 394                    | 288                    |
| Маміно, присілок     | 9                      | 5                      |
| Мочалище, присілок   | 0                      | 0                      |
| Полом, присілок      | 17                     | 18                     |
| Саунічі, присілок    | 19                     | 24                     |
| Сива, присілок       | 7                      | 10                     |
| Шабарденки, присілок | 79                     | 53                     |